# Mashak

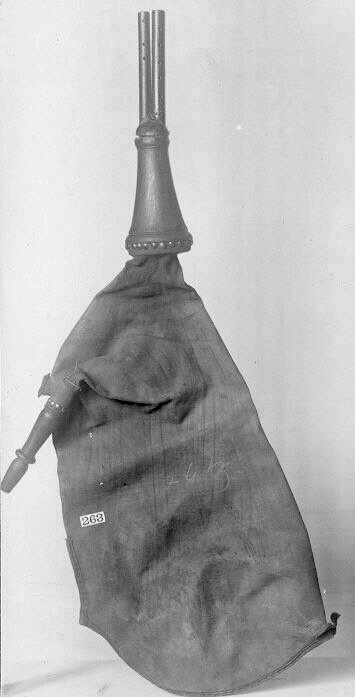
Mashak mit kurzer Anblasröhre sowie Bordunrohr mit drei Fingerlöchern und Melodierohr mit fünf Fingerlöchern parallel, 19. Jahrhundert in Burma.

Mashak, auch mašak, maśak, mashaq, mashq (Hindi, von persisch, „Ledersack“), ist eine in der nordindischen Volksmusik gespielte Sackpfeife mit Einfachrohrblättern im Melodie- und Bordunrohr. Ein Vorläufer der mashak mit einer Spielpfeife ohne Bordun hieß auf Sanskrit nagabaddha. Hauptsächlich von Straßensängern zur Liedbegleitung werden in Südindien die Sackpfeifen mit nur einer Bordunpfeife, sruti upanga und titti, verwendet.  Die selten gewordenen indischen Sackpfeifen wurden in vielen Regionen durch die schottische Great Highland bagpipe ersetzt. Diese ist in der Himalayaregion Garhwal als mashak bin bekannt.

## Herkunft
Sackpfeifen kommen von den Britischen Inseln (Great Highland bagpipe), der spanischen Atlantikküste (galicische Gaita) und Tunesien (mezwed) im Westen über Mittel- und Osteuropa (duda) bis in den Kaukasus (gudastviri in Georgien) und bis Indien im Osten vor. Ihr geographischer Ursprung ist unbekannt, er wird im westlichen Asien, also im arabisch-persisch-indischen Kulturraum vermutet. Der traditionell aus einem Tierbalg angefertigte Luftsack wurde vermutlich anfangs nicht zum Musizieren, sondern als Blasebalg der Schmiede gebraucht. Im altägyptischen Theben wurde Mitte des 2. Jahrtausends v. Chr. mit Hilfe von Blasebälgen ein Schmiedefeuer erzeugt, um Eisen zu schmelzen. Im hebräischen Buch Daniel kommt das aus dem griechischen sýmphōnia (συμϕωνία, „zusammenklingend“) entlehnte Wort śûmponyâ vor, welches mutmaßlich den harmonischen Zusammenklang zweier Spielröhren meint und entsprechend (von Derenbourg/Jastrow, 1887, und anderen) als Namen der Sackpfeife interpretiert wurde. Auch wenn śûmponyâ unstrittig als ein Musikinstrument oder Blasinstrument gelesen wird, so gilt die ursprüngliche Bedeutung „Sackpfeife“ weder für das griechische Wort noch für das abgeleitete italienische zampogna als gesichert. Ebenso fragwürdig sind die Deutung eines um 1000 v. Chr. datierten hethitischen Reliefs aus Alaca Höyük und der akkadische Name takaltu der Assyrer im 7. Jahrhundert v. Chr. als Sackpfeife. Takaltu bezog sich vermutlich auf etwas aus Holz oder Leder, also auf einen Kasten oder einen Sack. Zuverlässig erwähnt erst der griechische Redner Dion Chrysostomos im 1. Jahrhundert n. Chr. eine Pfeife (aulein), die mit dem Mund oder mit Luft aus einem unter der Armbeuge gedrückten Sack geblasen wurde. Als ascaules (askaulos, von askos, „Tierhaut“ und aulos, „Röhre“, „Blasinstrument“) bezeichnete er die „Sackpfeifer“. Bis zu einem „Brief an Dardanus“ eines Pseudo-Hieronymus genannten, unbekannten Verfassers im 9. Jahrhundert gibt es keine weiteren Hinweise auf europäische Sackpfeifen; zu den ersten arabischen Quellen im 11. Jahrhundert, die den mizmar al-dschirab („Rohrblattinstrument mit Sack“) erwähnen, gehört Avicenna. Über eine Verbindung zwischen den antiken und mittelalterlichen Sackpfeifen ist nichts bekannt.
Auf einen wahrscheinlich westasiatischen Ursprung der Sackpfeife verweist die in jener Region bis heute übliche Blastechnik, die Rohrblätter gänzlich in den Mundraum zu nehmen und mit Zirkularatmung kontinuierlich Töne zu produzieren. Der Luftsack kann als technische Erleichterung für die ununterbrochene Spielweise eingeführt worden sein. Im gesamten Verbreitungsgebiet der Sackpfeife, von Westeuropa bis Indien, gibt es auch Hornpipes in unterschiedlichen Variationen. Diese einfachen Hirteninstrumente, bestehend aus ein bis zwei Spielröhren mit Schallbechern, kommen als mögliche Vorläufer der Sackpfeifen in Betracht und dürften folglich entsprechend alt sein.
Rohrblattinstrumente sind in Mesopotamien seit dem 3. Jahrtausend v. Chr. in Gestalt zweier Blasinstrumente bekannt, die wie beim altgriechischen aulos vom Spieler in einem spitzen Winkel gehalten und gleichzeitig geblasen werden. In Südasien sind entsprechende gedoppelte Blasinstrumente als Reliefabbildungen aus der Zeit des Indo-Griechischen Königreichs (2./1. Jahrhundert v. Chr.) in der buddhistischen Kunst von Gandhara überliefert. Ähnliche Abbildungen blieben am Stupa I von Sanchi (1. Jahrhundert v. Chr.) und im kuschanazeitlichen Mathura (2. Jahrhundert n. Chr.) erhalten. Heute kommen gedoppelte Blasinstrumente in Südasien nur gelegentlich in manchen Regionen in der Volksmusik vor. Hierzu gehören die Doppelflöte doneli im Süden Pakistans und die seltene, paarweise gespielte Messingtrompete tirucinnam in Südindien. In altindischer Zeit waren Doppelblasinstrumente ebenfalls selten. Wenn sie auf Steinreliefs zu sehen sind, zeigen sie Musiker, die zu einer Gruppe fremder Menschen gehören, die von weither angereist waren. Der aulos wurde vermutlich wie seine heutigen arabischen Nachfahren im Orient (mizmar, zummara, midschwiz) mit Zirkularatmung gespielt, wobei der Musiker mit seinem Mundraum eine Art Windkammer bildet. Für Indien ergibt sich hieraus eine fast zwangsläufige Entwicklung zu Blasinstrumenten mit einer starren Windkammer aus einem Bambusrohr, Tierhorn oder am geeignetsten aus einer Kalebasse. Das Rohrblatt bei den (relativ wenigen) indischen Einfachrohrblattinstrumenten wird nicht mit den Lippen gefasst, stattdessen besitzen diese Blasinstrumente in Indien starre Windkammern, die eine kontinuierliche Spielweise ermöglichen und die Rohrblätter umschließen. Eine parallele Erscheinung war die Verbreitung der Windkapselinstrumente mit Doppelrohrblatt in der europäischen Renaissance- und Barockmusik des 16. und 17. Jahrhunderts. Eine Ausnahme ist die pepa im nordostindischen Bundesstaat Assam, die aus zwei Bambusröhren mit Einfachrohrblatt besteht, welche der Spieler mit dem Mund anbläst. Am unteren Ende geht jede Röhre der pepa in ein Büffelhorn oder einen metallenen Schallbecher über.

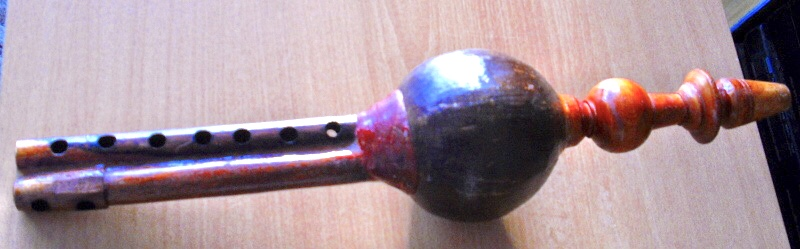
Pungi

Das bekannteste indische Blasinstrument mit einer Kalebassenwindkammer ist die pungi (von Hindi ponga, „hohl“), die eine Spielröhre und eine parallel befestigte Bordunröhre besitzt. Die Alternativnamen been (wie auch das Saiteninstrument vina genannt wird) und mahudi (zu mohori) reichen in altindische Zeit zurück. Bei der eng verwandten tarpu bläst der Spieler in das Ende einer länglichen Kalebasse, in deren anderem Ende zwei parallele Spielröhren mit Einfachrohrblättern stecken. Eine zweite, an den unteren Enden beider Röhren befestigte Kalebasse dient als Schallbecher. Der Schritt zur Sackpfeife, bei der die starre Windkapsel durch einen elastischen Sack ersetzt wird, macht die Tonerzeugung vom konstanten Blasdruck des Spielers unabhängig, sodass der Spieler Pausen zum Luftholen erhält. Diese Weiterentwicklung – die Erfindung der Sackpfeife – könnte laut Curt Sachs (1915) in Indien stattgefunden haben. Da Dudelsäcke mit zwei Pfeifen außer in Indien traditionell auch weiter westlich im Orient bis nach Nordafrika vorkommen (etwa ney anban, auch nay mashak, in Iran) gibt Sachs (1930) das westliche Asien einschließlich Indien als wahrscheinliche Herkunftsregion der Sackpfeife an.
Die indischen Sackpfeifen stellen die instrumentenkundlich nächsten Verwandten der genannten Windkapselinstrumente dar. Ein anderer Versuch, um wie mit den starren Windkapseln die Lippen des Spielers von den Rohrblättern zu trennen, stellt der chorus (Mittellatein, von corium, „Fell“, „Haut“) des frühen europäischen Mittelalters dar. In einer Handschrift des Walahfrid Strabo aus dem 9. Jahrhundert bläst ein Musiker durch eine Röhre in einen runden Luftsack und bedient mit einer Hand eine einzelne Spielröhre mit vier Fingerlöchern. Die primitive Sackpfeife besaß keine Bordunröhre und der vor das Gesicht gehaltene Sack wurde der Abbildung zufolge nicht gepresst.
Eine äußerlich ähnliche, aber nach der Klangerzeugung andere Instrumentengruppe bilden die Mundorgeln, bei denen mehrere Pfeifen mit einer durchschlagenden Zunge aus einer gemeinsamen Windkapsel mit Blasluft versorgt werden. Die meisten Vertreter dieser Gruppe sind in Ost- und Südostasien verbreitet (sheng, qeej und khaen). In Indien gehört hierzu die rasem im äußersten Nordosten.
Das persische Wort mashak („Ledersack“, „Wassersack“) lautete in sassanidischer Zeit mittelpersisch mustak. Im westiranischen Taq-e Bostan stellen sassanidische Felsreliefs die Investituren dreier Könige und andere Szenen dar. Das Relief der Hirschjagd zeigt mehrere Reihen von Figuren, die Musikinstrumente spielen. Zwei Musiker einer Vierergruppe blasen in ein unförmiges Instrument, das sie in Kopfhöhe halten. Der Musikhistoriker Carl Engel (1874) interpretierte dieses als Sackpfeife, möglicherweise aufgrund der ungenauen Umzeichnung. Henry George Farmer (1938) kam dagegen zu dem Ergebnis, dass es sich wegen der Spielhaltung um eine der chinesischen sheng ähnliche Mundorgel handeln dürfte, die unter dem Namen muschtaq sīnī („chinesische muschtaq“) bekannt war.

## Bauform

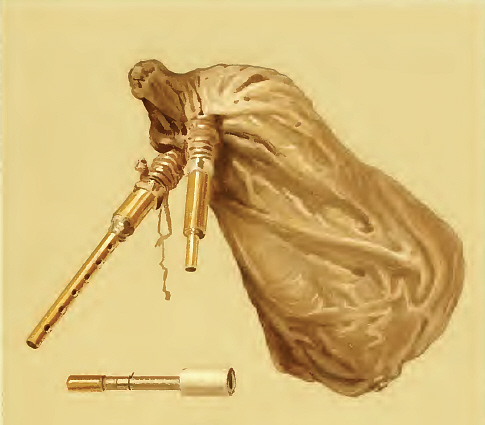
Südindische Bordun-Sackpfeife sruti upanga. Tafel XVI in Charles Russell Day: The music and musical instruments of southern India and the Deccan, 1891

Der Sack einer mashak besteht aus dem luftdicht verarbeiteten Leder eines ganzen Ziegenbalges. Er ist enthaart und schwarz glänzend. Die Herstellung von Ledersäcken hat in Indien eine lange Tradition, da sie primär für außermusikalische Zwecke gebraucht werden. Mit Luft gefüllte Ledersäcke dienten seit alter Zeit – abgesehen von Blasebälgen – als Auftriebskörper für Flöße, um Flüsse zu überqueren. Bis heute wird in ihnen Trinkwasser aufbewahrt oder sie werden verwendet, um den staubigen Boden mit Wasser zu besprenkeln.
Die nordindische Sackpfeife mashak besitzt ein kurzes Einblasrohr aus Bambus und üblicherweise zwei Bambusröhren mit Einfachrohrblättern, eines für die Melodie und das andere für den Bordunton. Die beiden miteinander verklebten Pfeifen sind in Rajasthan 24 Zentimeter lang. Die Spielpfeife der mashak hat sechs Grifflöcher, die Bordunpfeife gleich viel oder weniger. Die Löcher der Bordunpfeife werden je nach gewünschter Tonhöhe mit schwarzem Wachs verschlossen. Die Pfeifenrohre können mit bunten, herabhängenden Stoffstreifen und Quasten verziert sein. Der Ton der beiden Pfeifen ist wesentlich leiser als die Spielpfeife mit Doppelrohrblatt des schottischen Dudelsacks. Neben der Hindi-Bezeichnung mashak ist in Nordindien der alte Sanskritname nagabaddha geläufig, der früher auch für eine Sackpfeife mit nur einer Melodiepfeife ohne Bordunpfeife stand.
In Andhra Pradesh heißt die Sackpfeife auf Telugu titti („Sack“), ebenso in anderen südindischen Bundesstaaten Kanaresisch und Malayalam, sowie in Tamil sruti upanga oder bajanasruti. Die sruti upanga mit nur einer Pfeife ist dem Namen nach, der sich aus Sanskrit shruti („das Gehörte“) und upanga („Anhängsel“, „Ergänzung“) zusammensetzt, wie die titti hauptsächlich ein Borduninstrument. Nach der Beschreibung des englischen Majors Charles Russell Day (1860–1900) in Britisch-Indien von 1891 besitzt die sruti upanga eine kurze Blasröhre und eine längere Spielpfeife aus Pflanzenrohr mit Einfachrohrblatt. Das schwarze Wachs, mit dem die Bordunpfeifenlöcher verschlossen werden, dient auch zur Abdichtung des Ledersacks.
Die heute überwiegend in Indien verwendete Sackpfeife ist die Great Highland bagpipe, die um die Mitte des 18. Jahrhunderts mit den Soldaten der schottischen Highland Regiments nach Südasien gelangte. Dieser Sackpfeifentyp wird in Nordindien industriell vor allem in Meerut hergestellt. Einer der größten Fabrikationsorte von Great Highland bagpipes weltweit ist Sialkot in Pakistan.

## Spielweise
Indische Sackpfeifen sind oder waren von Afghanistan über Pakistan bis Südindien verbreitet. In vielen Regionen hat jedoch die während der britischen Kolonialzeit eingeführte Great Highland bagpipe die indischen Sackpfeifen verdrängt und sich auch in Gebieten etabliert, in denen zuvor keine Sackpfeifen gespielt wurden.
In den Bundesstaaten Rajasthan, Madhya Pradesh, Uttar Pradesh und Uttarakhand gehören indische Sackpfeifen bis heute zu manchen zeremoniellen Ensembles, die traditionell bei Familienfeiern und anderen festlichen Anlässen spielen. Sackpfeifen spielen in den meisten Fällen bei Hochzeiten, sie begleiten Volkstänze und Lieder. Die für die Aufführung im Freien bestimmten Ensembles bestehen im Wesentlichen aus der Kegeloboe  shehnai, anderen Blasinstrumenten und Trommeln, darunter der Kesseltrommel naqqara, und werden shehnai-naubat genannt, in Anlehnung an die früheren großen Palastorchester naubat. Sackpfeifen können hierbei die shehnai als Melodieinstrument unterstützen oder ersetzten.

### Mashak bin

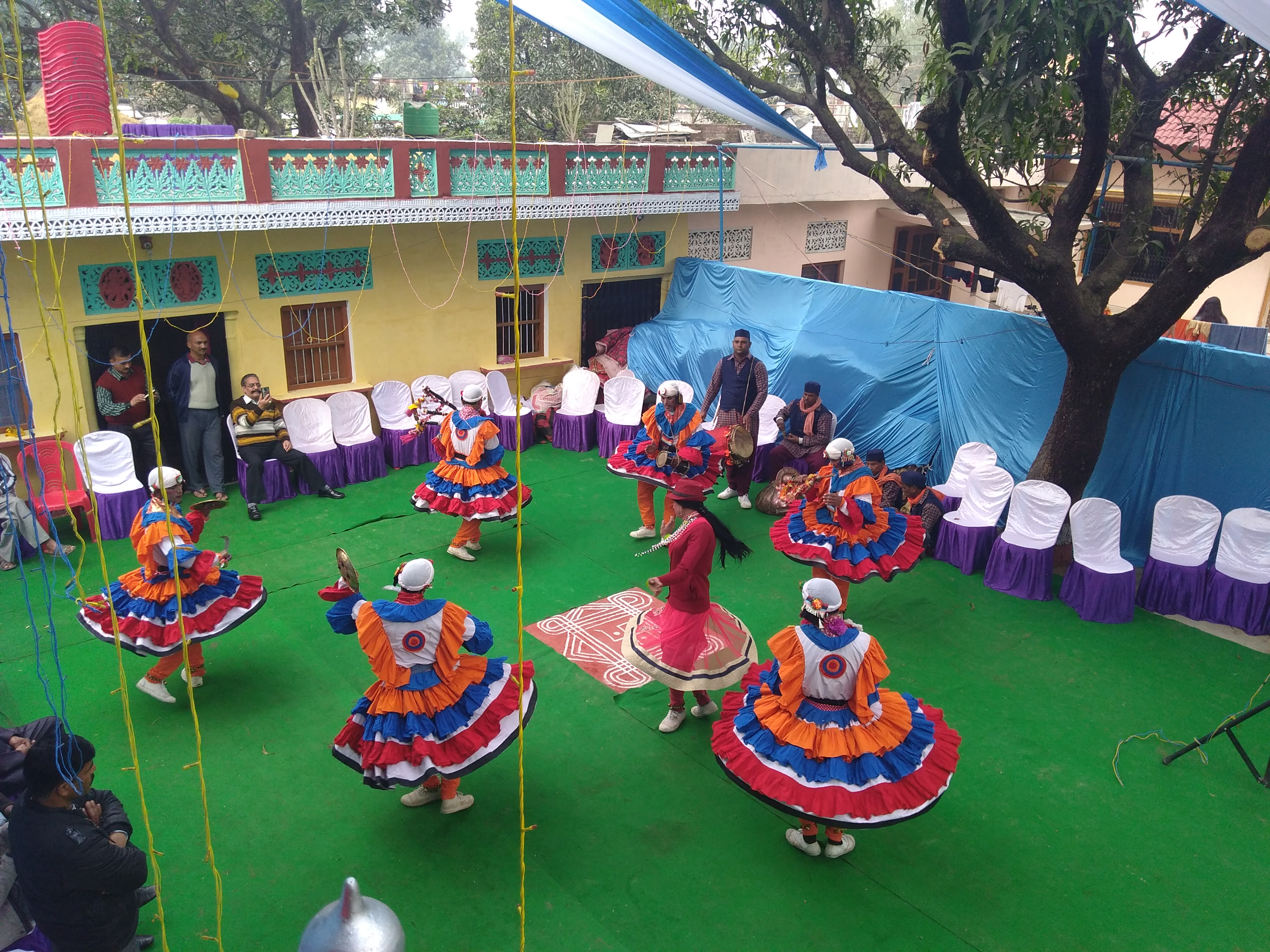
Mashak, große Zylindertrommel dhol und Sanduhrtrommel hurka begleiten den Schwerttanz Chholiya bei einer Hochzeit in Khatima, Distrikt Udham Singh Nagar.

In der pakistanischen Provinz Khyber Pakhtunkhwa und mancherorts in Nordindien wird die Sackpfeife auch mashak bin oder bin baja genannt (nicht zu verwechseln mit der zentralindischen Bogenharfe bin-baja). In der Himalayaregion Garhwal in Uttarakhand ist die mashak baja (kurz mashak) ein unverzichtbarer Bestandteil der Hochzeitszeremonie. Ein oder zwei Spieler der mashak baja gehen mit Trommlern dem Hochzeitszug voraus. Die große Fasstrommel dhol und die kleine, schalenförmige Kesseltrommel damau (dhamu) werden stets paarweise verwendet. Die bei Hochzeiten und öffentlichen zeremoniellen Anlässen spielenden Musiker sind Mitglieder der Auji-Erbkaste; nach ihrem Trommelspiel heißen sie auch Dholaks. Sie gelten als sozial niedriger stehend als die Musikerkaste der Hurkiyas, die mit den Sanduhrtrommeln hurka oder daunr epische Lieder singen und bei privaten Geisterbeschwörungszeremonien auftreten.
Das Trommelpaar kann auch bei anderen Gelegenheiten gespielt werden, dagegen wird die mashak baja in Garhwal praktisch nie außerhalb von Hochzeiten eingesetzt. Die groß gewachsenen und hellhäutigen Garhwali gehörten mit den Sikhs und Gurkhas zu den Bevölkerungsgruppen, die bevorzugt während der Kolonialzeit als Sepoy in die Britisch-Indische Armee aufgenommen wurden. Die mashak baja entspricht dem Typ der schottischen Great Highland bagpipe, der vermutlich um die Mitte des 19. Jahrhunderts nach Garhwal gelangte. Indische Sackpfeifen waren dort vorher unbekannt. Es heißt, dass Musiker aus Garhwal nach der Entlassung aus dem Militärdienst ihre Sackpfeife als Andenken mitnehmen durften. Anstelle der Sackpfeife werden bei manchen Hochzeiten die von früher bekannten, S-förmig gebogenen Naturtrompeten ransingha, gerade Langtrompeten bhankora oder die aus der städtischen Hochzeitsmusik übernommenen europäischen Blechblaskapellen gespielt. Neben dem Zusammenhang mit dem britischen Militär hält Andrew Alter (1997) die Gebirgslage für einen Faktor, der dazu beigetragen hat, dass Sackpfeifen bei Hochzeiten in Garhwal zu einem festen Bestandteil der Zeremonien wurden. Die zuvor verwendete ransingha und die mit Zirkularatmung gespielte Kegeloboe shehnai machen zwar den Hochzeitszug auf ähnlich große Entfernung hörbar wie die Sackpfeife, letztere ist aber beim Gehen auf Bergpfaden weniger anstrengend zu spielen.

### Mashak
Bekannt ist der Einsatz der traditionell-indischen mashak bei den Bhopas von Rajasthan. Die Bhopas sind eine religiöse und soziale Kastengruppe, die unterschiedliche Gottheiten verehrt. Sie singen von der Spießlaute ravanahattha begleitete religiöse Lieder, betätigen sich als Geister (bhutas) austreibende Priester und führen wie die bengalischen Patua Stoffbildrollen (phad) vor. Mataji ka Bhopa heißt eine Untergruppe der Bhopas, welche die regionale Muttergöttin Mataji verehrt und zu ihren Liedern mashak spielt.
Die hinduistische Gemeinschaft der Jogi Nath pflegt ebenfalls eine eigene Tradition in Rajasthan. „Jogi“ ist von Sanskrit yogi für einen Yoga-Übenden abgeleitet, „Nath“ bezeichnet eine bestimmte hinduistische Sekte. Eine Untergruppe der Jogi Nath sind die Kalbelia, die als Schlangenbeschwörer und Pflanzenheilkundige herumziehen und deren Frauen den gleichnamigen Tanz aufführen. In Alwar treten die Musiker der Jogi Nath entweder als Solosänger auf, die sich auf einer einfachen Variante der Streichlaute sarangi mit drei Melodiesaiten oder einer mashak begleiten oder in kleinen Ensembles mit bis zu fünf Mitgliedern spielen. Üblicherweise tritt ein Sänger als Leiter des Ensembles hervor, manchmal wechseln sich zwei Sänger gleichberechtigt ab. Unterbrechungen im musikalischen Ablauf entstehen, wenn ein Sänger seine leere Sackpfeife wieder aufblasen muss. Jeder Sänger begleitet sich selbst auf einem der beiden Melodieinstrumente. Der Tonumfang der Gesangsstimme und der Melodieinstrumente geht selten über eine Oktave hinaus, in manchen Fällen ist er deutlich geringer. Die Jogi Nath nennen die Sackpfeife üblicherweise pungi, so wie die Schlangenbeschwörer unter ihnen ihr Windkapselblasinstrument. Die Spielpfeife der mashak produziert in der Praxis drei bis vier Töne, weitere Töne lassen sich zwar erreichen, sie erklingen jedoch weder sauber noch laut genug. Die auf der Sackpfeife gespielten Melodien haben meist C als Grundton (Tonika), die Bordunpfeife ist eine Quarte tiefer als der Grundton gestimmt. Die Sänger bleiben, wenn sie sich mit der mashak begleiten, überwiegend innerhalb des vom Instrument vorgegebenen, engen Tonraums. Für den Rhythmus sorgen die Fasstrommel dholak, das Kesseltrommelpaar nagara, die Holzklappern kartal und kleine Zimbeln janjh. Manche Sänger begleiten ihre Lieder mit einer Zupftrommel, die hier bhapang heißt, oder anstelle der mashak mit der Langhalslaute tandura.

### Titti
Südindische Instrumente mit nur einer Bordunpfeife können ein Überbleibsel der ältesten Sackpfeifen, eine Rückbildung des nordindischen Typs mit zwei Pfeifen oder eine eigens den Erfordernissen der südindischen Musik angepasste Sonderform darstellen. Im Süden sind Spielweise und musikalische Verwendung von Sackpfeife und pungi ähnlich. Ein indischer Geschichtenerzähler, der sich mit dem Bordun einer titti begleiten möchte, bläst wie im Norden zunächst den Luftsack prall auf, klappt dann die Einblasröhre zur Seite und beginnt seinen Gesangsvortrag, während er durch leichten Druck auf den Sack einen Pfeifenton hervorbringt. In Andhra Pradesh tragen Geschichtenerzähler beispielsweise das telugusprachige Epos Palnati Virula Katha vor, das von Palanati Brahmanaidu handelt, der im 12. Jahrhundert das ungefähr im heutigen Distrikt Guntur gelegene Herrschaftsgebiet Palnadu verwaltete. Das Epos beschreibt die für die nationale Geschichtstradition bedeutende Schlacht von Palnadu und wurde vom bekannten Telugu-Dichter Srinatha (1365–1441) verfasst. Die Aufführung des Epos findet an besonderen Festtagen in Hindutempeln statt, in denen die Helden der Schlacht verehrt werden. Mehrere Sänger tragen die Verse vor, während sie rhythmisch von der Doppeltrommel pambai und dem Bordunton einer titti begleitet werden.

### Sruti upanga
Die sruti upanga begleitet mit ihrem Bordunton in Tamil Nadu gelegentlich die kurze Kegeloboe mukhavina, die häufig in der Tempelmusik zusammen mit der kleinen Kesseltrommel dhanki gespielt wird. Die Kombination des Doppelrohrblattinstruments mit verschiedenen Trommeln gehört in ganz Südindien zur religiösen Musik bei Tempelfesten.